# Exécutif grec de 1824
L’Exécutif de 1824 est un collège de cinq membres ayant gouverné l'État grec insurgé de janvier 1824 à avril 1826 au cours de la guerre d'indépendance grecque.
Il s'agit du troisième « gouvernement provisoire » mis en place depuis la proclamation de l'indépendance au cours de l'assemblée d'Épidaure en 1822. La période fut marquée en 1824 par les deux guerres civiles dont il sortit vainqueur, la destruction de Psara et par le débarquement d'Ibrahim pacha en février 1825, qui débuta pour les Grecs une période de défaites et d'échecs successifs.
Il fut mis en place à la suite de la destitution de l'Exécutif précédent par le Bouleutikó. Le gouvernement précédent, dominé par les partisans de Kolokotronis, et le Bouleutikó, avaient rapidement développé un antagonisme aboutissant à la première guerre civile de la révolution. Le nouveau gouvernement était cette fois dominé par les insulaires qui fournissaient le gros de la flotte grecque et des personnalités de la tendance « politique » comme Mavrocordatos et Kolettis, au contraire du gouvernement sortant dont les membres appartenaient plutôt au parti des « militaires », favorables à la Russie et originaires du Péloponnèse.
Les membres nommé en janvier étaient :
- Georgios Koundouriotis, un armateur d'Hydra, président
- Panagiótis Bótasis de Spetses, vice-président
- Ioannis Kolettis de Grèce continentale, déjà nommé en décembre 1823 dans le gouvernement précédent
- Anagnóstis Spiliotákis, de Mistra
- Nikólaos Lóndos, un primat de Patras

Aléxandros Mavrokordátos fut nommé secrétaire. Il exerçait aussi une influence en tant que conseiller de Koundouriotis.
La composition de ce gouvernement évolua à la suite du décès de plusieurs membres. En octobre 1824, le Bouleutikó réuni à Nauplie confirma dans leur postes Koundouriotis, Botassis, Kolettis et Spiliotakis et nomma, à la place de Londos qui était décédé, A. Fotilas de Kalavryta, qui rejoint cependant en novembre les rebelles au début de la seconde guerre civile. Botassis étant mort peu avant cette défection, les places vacantes furent occupées par Konstantinos Mavromichalis (frère de Pétrobey, qui s'était rallié au gouvernement après avoir fait partie des rebelles lors de la première guerre civile) et Ghíkas Bótasis, frère de Panayotis. Francéskos Voúlgaris fut ministre de la marine.
L'Exécutif remit ses pouvoirs à la nouvelle assemblée qui se réunit à Piada en avril 1826.